# Tattva
Tattva (devanāgarī: तत्त्व) signifie en sanskrit « vérité », « réalité » ou encore « essence », « principe essentiel ». Dans la philosophie indienne, ce terme sanskrit du Sāṃkhya ne participe d'aucune religion. Repris plus avant en faux, il participe des trois courants religieux que sont, par ordre d'importance quantitative en nombre de pratiquants, l'hindouisme, le bouddhisme et le jaïnisme. En fonction de ces religions, il peut avoir un sens nuancé[réf. nécessaire].

## Dans l'hindouisme
Dans l'hindouisme, il désigne les principes constitutifs du réel. Le Sāṃkhya en compte vingt-cinq dont l'évolution (pariṇāma) se produit sous l'influence du tattva purusha :
- la prakriti et ses manifestations dans la création (sarga)
- les trois sens psychiques ou fonctions intellectuelles composant l'instrument interne (antaḥkaraṇa) (buddhi, ahaṃkāra,  manas, auxquels le vedānta rajoute citta en tête)
- les dix facultés de perception et d'action (indriya)
- les cinq éléments subtils (tanmātra')
- les cinq éléments grossiers (bhūta)

## Dans le bouddhisme
Dans le bouddhisme, le tattva représente le phénomène sous-jacent à un concept ou une entité.[pas clair]
Dans l'Abhidharma, le mot "dhamma/dharma" est aussi utilisé pour désigner tous les phénomènes, toutes choses, et donc aussi les éléments constituant la réalité. On peut en citer plusieurs listes, telle que namarupa, les cinq skandhas, les six éléments, six ayatana, dix huit éléments, pour analyser cette réalité.

## Dans le jaïnisme
Dans le jaïnisme, les tattva ou tattwa sont des principes fondamentaux. Ils sont au nombre de sept ou neuf et donc appelés aussi sapta tattva ou nava tattva. Utilisés avec les Trois Joyaux c'est-à-dire la foi droite, la connaissance juste et la conduite intègre, leur connaissance amène à la libération, à l'éveil. Ils sont 'ce qui est vrai', 'les Vérités de l'existence'.
Ainsi les tattva sont:
1. l'âme ou jiva,
2. la matière non sensible ou ajiva,
3. le mérite ou le bon karma (punya),
4. le péché ou mauvais karma (papa),
5. les effets du karma sur l'âme ou asrava,
6. les liens du karma sur l'âme ou bandha,
7. l'arrêt des effets du karma (samvara),
8. la destruction ou la chute du karma (nirjara),
9. la libération (moksha).